# آنترلاک، کبک

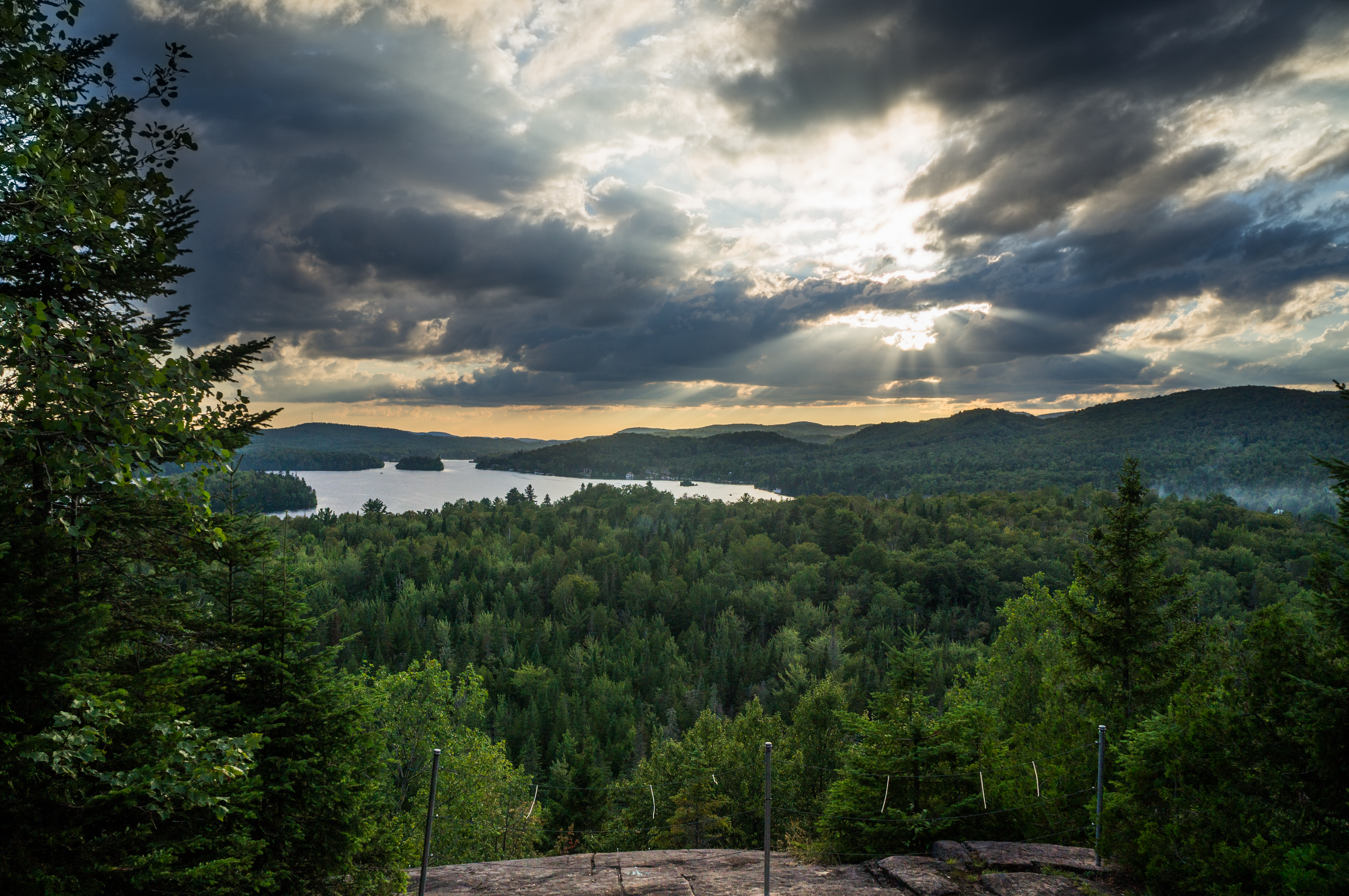
یک تصویر دست اول از طبیعت زیبای آنترلاک

آنترلاک (به فرانسوی: Entrelacs) شهری در منطقه شهری ماتاوینی ناحیه لانودییر در استان کبک کانادا است. در سرشماری سال ۲۰۱۱ این شهر ۸۱۲ نفر جمعیت داشته‌است و مساحت آن ۵۱٫۷۸ کیلومتر مربع است.